# Hydroporus compunctus
Hydroporus compunctus es una especie de coleóptero de la familia Dytiscidae.
Es endémico de las islas Canarias (España). 